# Washukanni
Washukanni o Waššukanni (també Washshukanni, Wassuganni, Vasukhani i altres variants) va ser la capital del regne hurrita de Mitanni.
No es coneix la seva ubicació exacta, però s'ha identificat amb la moderna Tell al-Fakhariya, al riu Khabur, a Síria. Actualment s'estan fent excavacions a la zona, a Tell el Fakhariya, Ras al-Ayn i Tell Halaf. S'ha trobat una ciutat assíria de nom Sikan que seria la versió en assiri del nom Washukanni (original Wa-Sikan-ni). No obstant encara no s'han trobat restes hurrites.
La ciutat de Washukanni era la capital de Mitanni almenys des del 1500 aC i fins aproximadament el 1270 aC, i el seu nom en sànscrit voldria dir "mina rica". Cap a l'any 1400 aC probablement la van ocupar de forma temporal els hitites que la van unir al regne de Kizzuwatna (vassall hitita en aquell moment), però aquest domini va ser curt. Potser el 1350 aC el rei hitita Subiluliuma I la va saquejar i hi va instal·lar un rei vassall, Mattiwaza. Assíria la va ocupar cap al 1290 aC i després altre cop el 1270 aC. Des de llavors el país es va convertir en la província assíria de Hanigalbat i es va construir una nova capital regional.